# 武进路
武进路，原名靶子路或老靶子路（Range Rd.），是位于中華人民共和國上海市虹口区南部的一条东西向马路。道路东起九龙路，西至河南北路，长1115米，宽12米到18米。该路此前原为公共租界工部局建设的靶场，1870年起改筑成路。

## 历史
该路原系一条小河浜名叫穿洪浜。1853年太平军攻克了镇江，该事件极大震动了当时刚开辟不久的上海租界当局。当时，为了自保，在租界定居的外国商人组织起一支民兵武装，名喚上海義勇隊，俗稱万国商团，宣布租界实行武装中立。1870年，租界工部局收编该武装作为租界的武装力量，设立司令部，开始正规训练。为了有能进行训练的场所，当局在当时美租界外的虹口港一带购买了一块土地，作为训练射击的靶场。并且将靶场南面的穿洪浜进行填埋筑路，命名为靶子路。1896年靶场迁走后，靶场改建为公共租界工部局警察医院（1949年后大楼长期作为虹口区人民政府驻地，即海南路10号，现已完全拆除）。而将靶子路改称老靶子路（即现在的武进路）以区别新的靶子路（后更名为北四川路，即武进路以北的四川北路）。1943年汪伪政府接收租界，改名武进路，得名于江苏省常州武进县。当年由于上海火车站的缘故，武进路成为坐黄包车的必经之路，通常人们会说去老靶子路。

## 交汇道路（东向西）
- 九龙路
- 吴淞路
- 海南路
- 乍浦路
- 四川北路
- 中州路
- 罗浮路
- 江西北路
- 河南北路

## 优秀建筑及文物
武进路沿路著名建筑包括
- 武进路86号上海市虹口高级中学
- 虹口救火会
- 武进路183号：原上海卫生疗养院分院，基督复临安息日会沪北会堂旧址
- 位于武进路435弄的租界界石
- 武进路206-296号
- 武进路560号虞洽卿住宅
- 武进路400-412号原为英华书馆，今为海军托儿所。
- 武进路518号，创造社旧址

## 现状

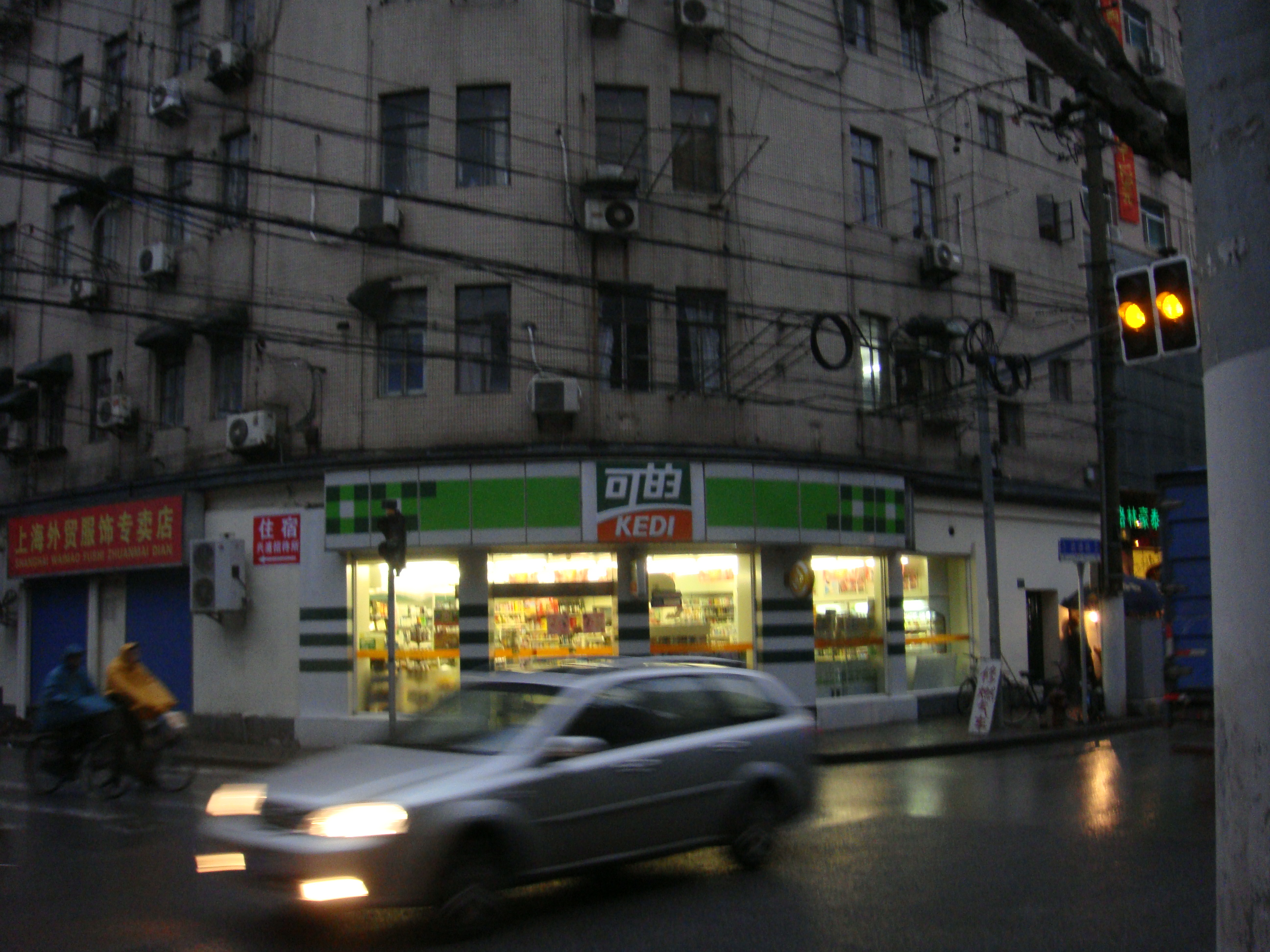
暮色下的武进路乍浦路路口

在2006年以前，武进路基本保留了上世纪30年代以来的风格和情调，道路绿化基本沿用传统的法式梧桐，夏季时分，梧桐树能遮蔽半条马路。道路两旁的房屋除个别地方拆除重建以外，基本保留原样。
2006年，由于上海开建轨道交通10号线，按照设计规划，在四川北路武进路设立了轨道交通10号线四川北路站，因而，路口许多房屋纳入拆迁范围，武进路393弄和435弄分别向内拆除10多米（两排房屋左右）。并且由于施工原因，目前，武进路四川北路路口到武进路435弄（永吉里）弄口处采取临时弯曲措施，但竣工后会恢复原样。
此外，武进路上的虹口高级中学因为校址搬迁，已不再武进路处教学。1990年代，由于第一人民医院北苏州路院址日渐狭小，于是在原第一人民医院武进路院址处进行拆除重建，兴建了住院部、门急诊部大楼。